# Dithioleen-metaalcomplex

Figuur 1: Molybdeen gecomplexeerd aan molybdopterine

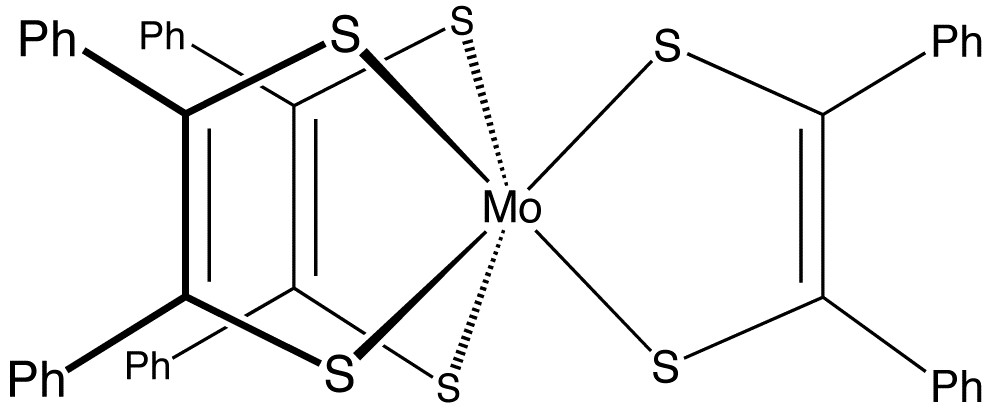
Figuur 2: Structuur van Mo(S2C2(C6H5)2)

Dithioleen-metaalcomplexen zijn coördinatieverbindingen waarin (een van) de liganden een 1,2-dithioleen is.  1,2-Dithiolenen zijn een speciaal geval, samen met de 1,2-diselenolenenen van derivaten van, van 1,2-dichalcogenolenen. 1,2-Dithiolenen zijn onverzadigde bidentaat liganden waarin de twee donoratomen zwavel zijn. Andere benamingen voor 1,2-dithioleen-metaalcomplexen zijn "metaaldithiolenen", "metallodithiolenen" of "dithioleen-complexen".
Voor de meeste molybdeen- en alle wolfraam-houdende eiwitten geldt dat het metaal (onder andere) gecomplexeerd is aan een molybdopterine, een molecuul met de dithioleen-functionaliteit (figuur 1).
Sinds de eerste synthese van nikkelbis(stilbeendithiolaat) {\displaystyle {\ce {(\ Ni[(C6H5)C(S)C(S)(C6H5)]2\ )}}} in de jaren 60 van de 20e eeuw door Schrauzer en Mayweg. zijn de structuur en ook de spectroscopische en elektrochemische aspecten van een groot aantal dithioleen-complexen uitgebreid beschreven.

## Structuur
Dithioleen-metaalcomplexen kunnen voorkomen met één, twee of drie dithioleenliganden. In de coördinatiechemie waren de tris(dithioleen)-complexen de eerste voorbeelden van een trigonale prismatische omringing (zie figuur 2). Naast molybdeen zijn vergelijkbare structuren gevonden voor een aantal andere metalen. Hoewel de symmetrische dithioleen-liganden (zoals in figuur 2 waarin beide koolstof-atomen naast zwavel een - gelijke - fenylsubstituent hebben) veruit in de meerderheid zijn, zijn ook assymetrische liganden bekend.

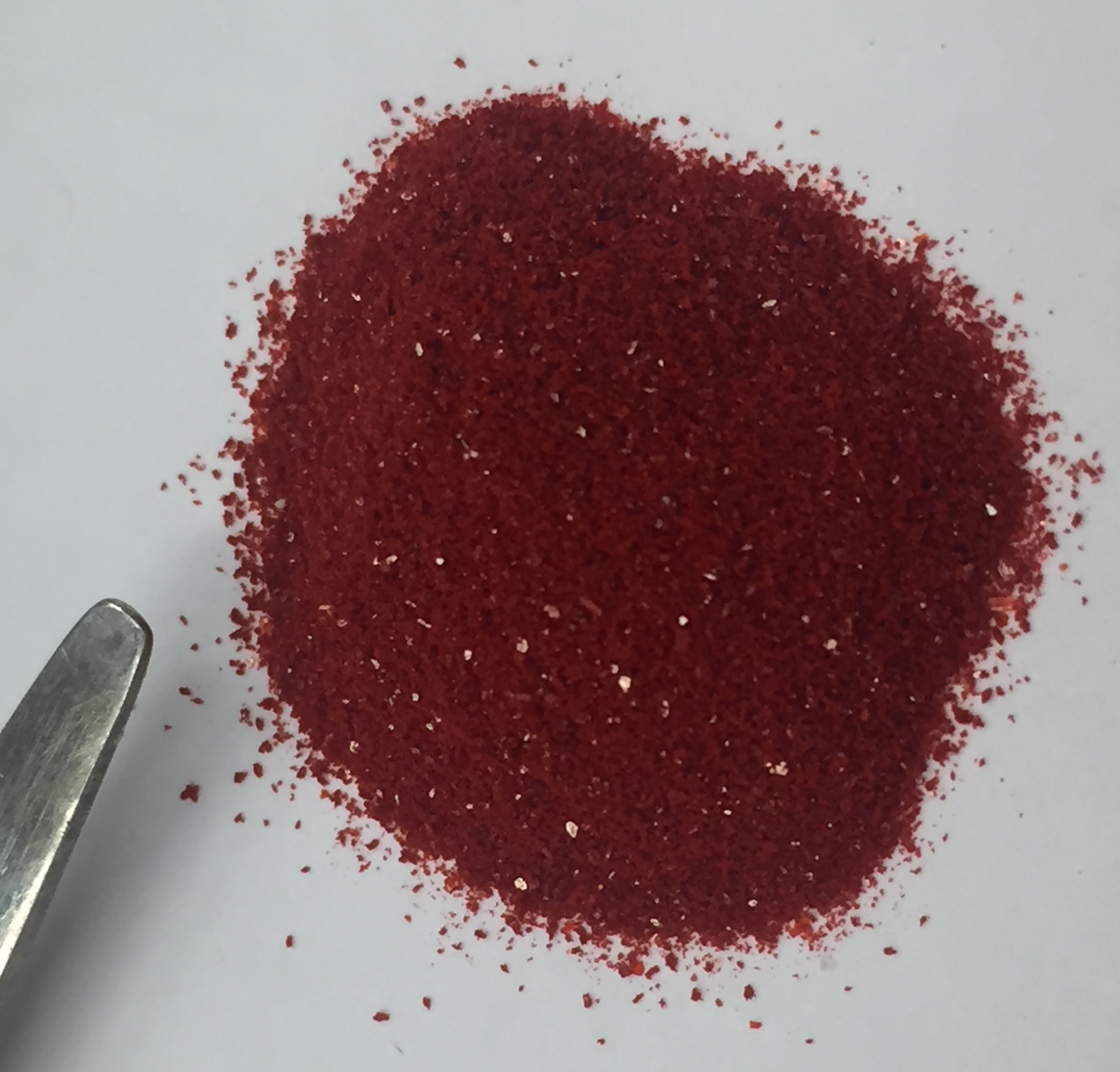
Figuur 3: [(C2H5)4N^{+}]2Ni(mnt)2, een voorbeeld van de intense kleuren die kenmerkend zijn voor dithioleen-complexen

Vanwege de ongebruikelijke redox- en de intense optische eigenschappen van de ditiolenen zijn ze onderwerp geweest van uitgebreid onderzoek. Dithioleen-liganden horen tot de niet-innocente liganden, en kunnen voorkomen in drie verschillende oxidatietoestanden: het dianione "een-ditiolaat", het neutrale "1,2-dithioketon" en het intermediaire mono-anion. Oxidatietoestanden in complexen van de laatste twee deeltjes met metalen zijn vaak lastig toe te wijzen.

Figuur 4: Resonantie grensstructuren in de ring van C2S2M-verbindingen.

Het gedelokaliseerde elektronensysteem maakt reversibele redox-reacties mogelijk. In geoxideerde vorm heeft de ligand een groter dithioketon-karakter. In gereduceerde vorm komt het -eendithiolaat-karakter meer tot uitdrukking. Deze verschillen vinden hun weerslag in de bindingsafstanden van de C-C- en de C-S-bindingen zonder dat een van de twee als dé structuur kan worden aangewezen. De werkelijke structuur ligt in het midden. De onmogelijkheid om een eenduidige structuur te benoemen voor deze deeltjes leidde tot de invoering van een nieuwe term ervoor: dithioleen. Het radicaal-karakter van het éénwaardige ion is recentelijk meer benadrukt. Hoewel het aantal {\displaystyle {\ce {[M^{2+}(dithioleen)2]^{-}}}}-complexen, het echte radicaal-anion, vrij klein is, is het diamagnetisme dat in de neutrale complexen (met twee dithioleen-liganden) gevonden wordt een sterke aanwijzing voor het optreden van een di-radicaal in neutrale complexen van tweewaardige metaal-ionen.

## Voorkomen en toepassingen
Metaalcomplexen van 1,2-dithiolenen komen veel in de natuur voor in de vorm van aan molybdopterine gebonden molybdeen- en wolfraam-bevattende enzymen.

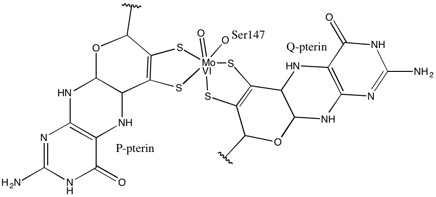
Figuur 5: In het actieve centrum van het enzym DMSO reductase komen twee pyranopterinedithioleen-liganden voor.

De mogelijke toepassingen van 1,2-dithioleen-complexen lopen uiteen van supergeleiding en lineaire- en niet-lineaire optica tot biochemie. De technische realisatie daarvan is een ander verheel.
- Metaal-dithioleen-complexen worden gebruikt in laser-toepassingen (Q-switch, mode locking).
- Op de terreinen van conductometrie, magnetisme en niet-lineaire optica is de research nog niet (mei 2025) vertaald naar practisch technische toepaasingen.
- Metaal-dithioleen-complexen leken een goede basis te bieden voor de industriële zuivering van onverzadigde koolwaterstoffen door het vermogen van de complexen om alkenen aan de zwavel-atomen te koppelen.[9] Helaas bleek ook hier dat het systeem complexer was dan het zich in eerste instantie liet aanzien. De vertaalslag naar de praktijk is nog niet gemaakt.[10]

## Synthese

### Uit alkeendithiolaten
,
De meeste dithioleen-complexen worden gesynthetiseerd op basis van alkalimetaalzouten van het dithioleen met een metaalhalide. Een thiolaat is de geconjugeerde base van een thiol, zodat een alkeendithiolaat de geconjugeerde base is van een alkeendithiol. Veel gebruikte alkeendithiolaten zijn alkalizouten van (1,3-dithio-2-thion-4,5-dithiolaat (figuur 6) of maleonitrildithiolaat (figuur 7).
{\displaystyle {\ce {Ni^{2+}\ +\ 2(NC)2C2S2^{2-}\ ->\ Ni[S2C2(CN)2]2^{2-}}}}
Sommige alkeendithiolaten worden  in situ gegenereerd, vaak via complexe organische reacties:
{\displaystyle {\ce {H2C2(SCH2(C6H5))2\ +\ 4Na\ ->\ H2C2(SNa)2\ +\ 2NaCH2(C6H5)}}}
Zonder isolatiestap wordt het dithiolaat direct gecombineerd met bijvoorbeeld nikkel(II)chloride:
{\displaystyle {\ce {NiCl2\ +\ 2H2C2(SNa)2\ ->\ Na2[Ni(S2C2H2)2]\ +\ 2NaCl}}}
Vaak ondergaat het elektronenrijke complex direct een oxidatie met zuurstof uit de lucht:
{\displaystyle {\ce {2[Ni(S2C2H2)2]^{2-}\ +\ 4H^{+}\ +\ O2\ ->\ 2Ni(S2C2H2)2\ +\ 2H2O}}}

### Uit acyloins
Een vroege, en nog steeds belangrijke syntheseroute naar ditthiolenen verloopt via α-hydroxyketonen, Acyloïnes, met behulp van fosforpentasulfide, {\displaystyle {\ce {(\ P4S10\ )}}} gevolgd door hydrolyse en het toevoegen van een metaalzout aan het mengsel. Deze methode wordt toegepast in de synthese van {\displaystyle {\ce {NiS2C2Ar2}}} (Ar = een arylgroep)

### Uit dithiëten
1,2-Dithionen komen niet veel voor en zijn dus als groep geen gangbare uitgangsstof voor dithiolenen. De valentie-isomere dithiëten (derivaten van 1,2-dithiacyclobut-3-een) worden incidenteel wel toegepast. Een van de meest gangbare dithiëten is het distilleerbare 3,4-bis(trifluoromethyl)-1,2-dithieet {\displaystyle {\ce {( \ (CF3)2C2S2 \ )}}}, zie figuur 8. Dit elektrofiele reagens koppelt makkelijk oxidatief met veel metalen  tot complexen:
{\displaystyle {\ce {Mo(CO)6\ +\ 3(CF3)2C2S2\ ->\ Mo[(CF3)2C2S2]3\ +\ 6CO}}}
{\displaystyle {\ce {Ni(CO)4\ +\ 2(CF3)2C2S2\ ->\ Mo[(CF3)2C2S2]2\ +\ 4CO}}}

### Uit metaalsulfides en alkynen
Verbindingen van het type {\displaystyle {\ce {Ni[S2C2(aryl)2]2}}} werden in eerste instantie gesynthetiseerd uit nikkelsulfides en difenylethyn. Nieuwere toepassingen van deze reactieroute maken ook gebruik van andere elektrofiele alkynen zoals dimethylbutyndioaat, terwijl ook gebruik gemaakt wordt van eenduidigere metaalverbindingen. Een voorbeeld van het resultaat van zo'n reactie is in figuur 9 weergegeven. Hiervoor werd {\displaystyle {\ce {(C5H5)2Mo2S4}}} blootgesteld aan ethyn. Er ontstaat een dithioleen dat bovendien aan beide molybdeen-ionen gebonden is.

## Geschiedenis en naamgeving
Vroege studies naar dithiolenen, hoewel pas vanaf de jaren 60 van de 20e eeuw zo genoemd,:58 waren in verband met de heldere kleuren van een aantal van de metaalccomplexen vooral gericht op de dithiolaten van quinoxaline (2,3-) en tolueen (3,4-). Voor de de introductie van de AAS en zeker de ICP waren helder gekleurde neerslagen als herkenningsreacties op metalen in de kwalitatieve analytische chemie heel belangrijk. Dithiolenen waarbij de dubbele binding tussen de koolstof-atemen geen deel uitmaakt van een aromatisch systeem zijn een belangrijke nieuwe ontwikkeling. Maleonitril-1,2-dithiolaat ("mnt"), {\displaystyle {\ce {(NC)2C2S2^{2-}}}} en etheendithioleen, {\displaystyle {\ce {H2C2S2^{2-}}}} zijn hier voorbeelden van.